# O każdej porze
O każdej porze (tyt.oryg. Në çdo stinë) – albański film fabularny z roku 1980 w reżyserii Viktora Gjiki.

## Opis fabuły
Filmowy portret społeczności studenckiej w Albanii końca lat 70. Zana i Bardhyl są dwojgiem zakochanych w sobie studentów. Kiedy mijają pierwsze fascynacje i spada temperatura uczuć ujawniają się różnice, co do aspiracji życiowych obojga partnerów.
Film realizowano w Tiranie i w Durrës.

## Obsada
- Arben Imami jako Bardhyl
- Anisa Markarian jako Zana
- Ermira Bahidi jako Ela
- Ardian Cerga jako Leka
- Ylli Demneri jako Ylli
- Spiro Duni jako Astrit
- Karafil Shena jako Fotaq
- Pavlina Leka jako Mira
- Tomorr Nushi jako Ilir
- Ema Shteto jako Quiksia
- Petrika Riza